# Шатне-ан-Франс
Шатне-ан-Франс (фр. Châtenay-en-France) — коммуна во Франции, в регионе Иль-де-Франс, департамент Валь-д'Уаз. Население — 61 человек (1999).
Коммуна расположена на расстоянии около 25 км севернее Парижа, 29 км восточнее Сержи.

## Демография
Динамика населения (Cassini и INSEE):